# Буравченков, Анатолий Александрович
Анато́лий Алекса́ндрович Бура́вченков (укр. Анатолій Олександрович Буравченков; род. 3 февраля 1945, г. Киев Киевской области, УССР, СССР) — советский и украинский учёный, доктор исторических наук (1989), профессор (1990).

## Биография
Родился в Киеве в 1945 году. В 1973 году окончил исторический факультет КГУ им. Т. Шевченко, после чего поступил там же в аспирантуру, закончив её в 1976, а через 2 года защитил кандидатскую диссертацию на тему «Передовая интеллигенция в октябрьской революции (март 1917 — март 1918 гг.)».
Преподавал в КГУ: в 1976—1981 годах — ассистент кафедры истории советского общества, в 1981—1986 годах старший преподаватель, в 1986—1990 годах доцент (в 1989 году защитил докторскую диссертацию на тему «Демократическое офицерство в революционном движении в армии и его роль в организации защиты Великого Октября (март 1917 — май 1918 гг.)»), в 1990—1991 годах профессор кафедры истории СССР, в 1992—2005 годах профессор кафедры новейшей истории Украины исторического факультета. Преподавал историю СССР и спецкурсы по истории русского офицерства Белого движения, ораторское искусство.
Работал профессором Института туризма Федерации профсоюзов Украины, Нежинского государственного университета имени Николая Гоголя.

## Научные интересы
Сфера научных интересов: история русской армии в Первой мировой войне, Гражданской войне 1917—1920 годов, история Украинского государства гетмана П. П. Скоропадского, Белого движения в России и на Украине.
Подготовил 13 кандидатов и 1 доктора наук. Автор более 80 научных трудов.

## Основные труды
- В ногу с революцией. Демократическое офицерство в Великой Октябрьской социалистической революции. К., 1988.
- Роль демократического офицерства в революции. К., 1990.
- Амнезія історичної пам’яті, або дещо про гетьманат з погляду сьогодення // Останній гетьман. К., 1993.
- Нариси історії української інтелігенції (Перша пол. ХХ ст.): У 3-х кн. К., 1994 (співавт.).
- Питання зовнішньої політики Української Держави гетьмана П. Скоропадського в українській історіографії // Історія архів. справи: Спогади, дослідж., джерела. Вип. 2. Спец. галузі істор. науки: Зб. на пошану Марка Якимовича Варшавчика. К., 1999.
- Офіцерський корпус російської армії в роки Першої світової війни. — К., 2011[4].